# Inhibiteur de MEK
Un inhibiteur de MEK est un produit chimique ou un médicament qui inhibe les enzymes MEK1 (en) ou MEK2 (en) de la kinase de protéine-kinase activée par les mitogènes (en). Ils peuvent être utilisés pour affecter la voie de signalisation MAPK/ERK qui est souvent hyperactive dans certains cancers. (Voir Voie de signalisation MAPK/ERK#Importance clinique.)
Les inhibiteurs de MEK ont donc le potentiel de traiter certains cancers, en particulier le mélanome avec mutation du gène BRAF et le cancer colorectal avec mutation KRAS/BRAF.

## Traitements approuvés pour une utilisation clinique
- binimétinib (MEK162), approuvé par la FDA en juin 2018 en association avec l'encorafenib pour le traitement des patients atteints d'un mélanome positif à mutation BRAF V600E ou V600K non résécable ou métastatique[4] ;
- cobimetinib ou XL518, approuvé par la FDA américaine en novembre 2015 pour une utilisation en association avec le vemurafenib (Zelboraf(R)), pour le traitement du mélanome avancé avec une mutation BRAF V600E ou V600K ;
- sélumétinib a fait l'objet d'un essai clinique de phase 2 pour le cancer du poumon non à petites cellules (CPNPC) qui a démontré une amélioration de la SSP, et est maintenant en phase III de développement pour le CPNPC positif à la mutation KRAS (SELECT-1, NCT01933932) ; d'autres essais cliniques de phase 3 sont en cours, notamment sur le mélanome uvéal (échec) et le carcinome différencié de la thyroïde ;
- trametinib (GSK1120212), approuvé par la FDA pour traiter le mélanome muté BRAF. Également étudié en association avec l'inhibiteur de BRAF, le dabrafenib, pour traiter le mélanome muté BRAF.

## Autres
- CI-1040, PD035901 TAK-733, préclinique pour le myélome multiple[5].

## Études précliniques
L'inhibiteur MEK Cobimetinib, approuvé cliniquement, a été étudié en association avec l'inhibition de PI3K dans des modèles précliniques de cancer du poumon, où l'approche thérapeutique combinée a conduit à une réponse anticancéreuse synergique. Des approches thérapeutiques cociblées ont été suggérées pour induire des effets anticancéreux améliorés, en raison du blocage de la signalisation compensatoire, de la prévention ou du retard de la résistance acquise au traitement et de la possibilité de réduire la dose de chaque composé,.